# 叶仲英
叶仲英，宋朝政治人物。
叶仲英曾于1185年接替杨樗年任华亭县知县一职，1186年由刘璧接任。